# یادداشت هال

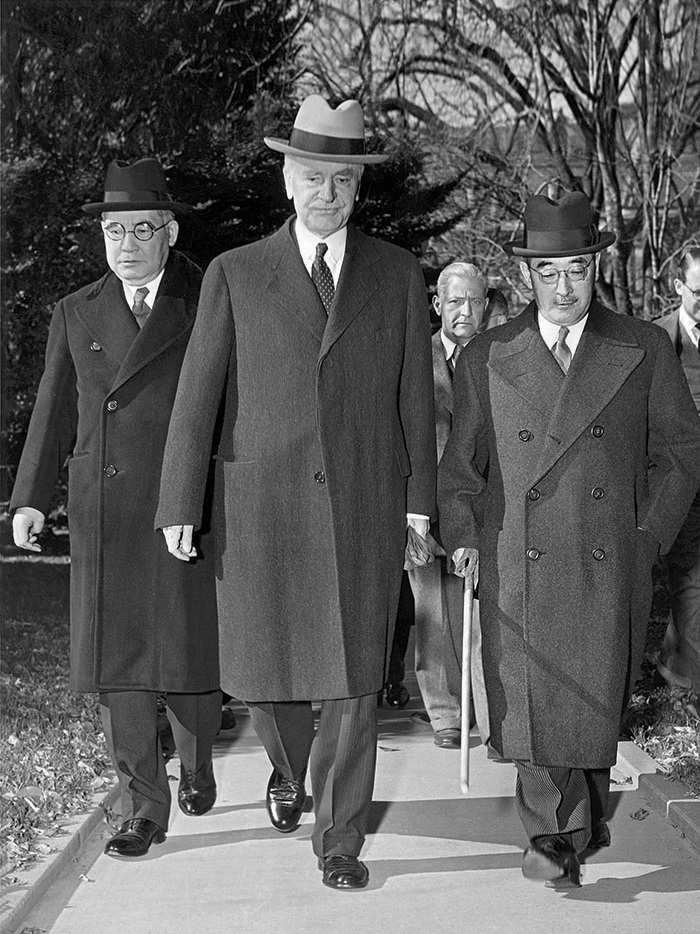
کوردل هال وزیر امور خارجه ایالات متحده آمریکا در جلسه نهایی همراه با سفیر ژاپن نومورا کیچچی‌سابورو و دیپلمات کوروسو سابورو （۱۹۴۱-۱۲-۷）

یادداشت هال (انگلیسی: Hull note) آخرین پیشنهاد تحویل داده شده قبل از حمله به پرل هاربر و اعلامیه جنگ ژاپن توسط ایالات متحده آمریکا به امپراتوری ژاپن بود. این یادداشت در ۲۶ نوامبر ۱۹۴۱ تحویل داده شد و وزیر امور خارجه ایالات متحده آمریکا کوردل هال آن را امضا کرده‌است. این یادداشت اوج مجموعه ای از حوادث منتهی به حمله به پرل هاربر شد. این یادداشت درخواست‌های قبلی آمریکا برای خروج ژاپن از هندوچین فرانسه را تکرار می‌کند. قبل از حمله به پرل هاربر دیگر هیچ پیشنهاد دیگری توسط آمریکایی ارائه نشد، زیرا دولت ایالات متحده اطلاعاتی مبنی بر آماده‌سازی حمله ژاپن به تایلند را دریافت کرده بود.

## زمینه
ایالات متحده به جنگ دوم چین و ژاپن و اشغال بخشی از جمهوری چین (۱۹۴۹–۱۹۱۲) توسط نیروهای ژاپنی اعتراض کرد. در پی این اعتراض، ایالات متحده از دولت ناسیونالیست چیانگ کای‌شک حمایت کرد. در ژوئیه ۱۹۴۱، واحدهای نظامی ژاپن هندوچین جنوبی فرانسه را اشغال کردند و توافق شفاهی را نقض کردند. بمب افکن‌های ژاپنی به سرعت به پایگاه‌هایی در سایگون و کامبوج نقل مکان کردند، و از آنجا می‌توانستند به مالایای بریتانیا حمله کنند. در نتیجه، بلافاصله پس از اشغال‌های نظامی توسط ژاپن، دولت ایالات متحده تحریم‌های علیه ژاپن را اعمال کرد، از جمله مسدود کردن دارایی‌های ژاپن در ایالات متحده و تحریم صادرات نفت به ژاپن. دین اچسون، یک مقام ارشد وزارت امور خارجه، تصمیم گیرنده اصلی بود. وی سیاست آمریکا را از محدودیت‌های صادراتی و «جنگ مالی کامل علیه ژاپن» تغییر داد.
نتیجه پیش‌بینی شده تحریم اقتصادی بود، که ادوارد میلر عضو اداره تحقیقات فدرال آن را «ویرانگرترین اقدام آمریکا علیه ژاپن» توصیف کرد.

## تلاش‌های نهایی برای صلح
در ۵ نوامبر ۱۹۴۱، امپراتور هیروهیتو در یک جلسه در حضور امپراتور، نقشه حمله به پرل هاربر را تصویب کرد. در همان زمان، دولت وی آخرین تلاش خود را برای دستیابی به راه حل دیپلماتیک اختلافات با ایالات متحده انجام داد. سفیر نومورا کیچچی‌سابورو دو پیشنهاد به دولت آمریکا ارائه داد.
پیشنهاد اول، پیشنهادی A، توسط وی در ۶ نوامبر ۱۹۴۱ ارائه شد. این پیشنهاد برای حل و فصل نهایی جنگ چین و ژاپن با عقب‌نشینی نسبی نیروهای ژاپنی بود. اطلاعات نظامی ایالات متحده برخی از کدهای دیپلماتیک ژاپن را رمزگشایی کرده بود، بنابراین آنها می‌دانستند که در صورت عدم موفقیت پیشنهاد دیگری وجود دارد. دولت ایالات متحده متوقف شد و سپس آن را در ۱۴ نوامبر ۱۹۴۱ رد کرد.
در ۲۰ نوامبر ۱۹۴۱، نامورا پیشنهاد B را ارائه داد که پیشنهاد می‌کرد در صورت موافقت ایالات متحده برای پایان دادن به کمک به چینی‌های ملی‌گرا، مسدود کردن استقرار نظامی در جنوب شرقی آسیا (بجز تقویت ژاپن در شمال هندوچین)، فروش «مقدار لازم نفت» به ژاپن و یاری کردن ژاپن در تهیه مواد اولیه از هند شرقی هلند، نیروهای ژاپنی را از جنوب هندوچین بیرون بکشد. ایالات متحده در شرف ساختن طرح پیشنهادی مخالف این طرح بود که شامل تأمین سوخت ماهانه برای استفاده غیرنظامی بود. با این وجود، رئیس‌جمهور ایالات متحده آمریکا فرانکلین دلانو روزولت درز برنامه‌های جنگی ژاپن و اخباری مبنی بر اینکه سربازان ژاپنی در حال عزیمت به هندوچین هستند را دریافت کرد. وی سپس دریافت که ژاپنی‌ها در مذاکرات خود صادقانه نیستند و به وزیر امور خارجه ایالات متحده آمریکا کوردل هال دستور داد که طرح پیشنهادی برای ژاپن را کنار بگذارد.
در تاریخ ۲۶ نوامبر، مقامات ارشد آمریکایی در کاخ سفید، ایالت، نیروی دریایی و ادارات جنگ می‌دانستند که ژاپن در حال انتقال نیروهای حمله به سمت تایلند است. آنها همچنین می‌دانستند که وزارت خارجه ژاپن مهلت مطلق مذاکرات در تاریخ ۲۹ نوامبر را تعیین کرده‌است زیرا «پس از آن اتفاقات به‌طور خودکار اتفاق می‌افتد.» آمریکایی‌ها متقاعد شده بودند که جنگ در چند روز آغاز خواهد شد، احتمالاً با حملهٔ غافلگیرانه ژاپن.

## محتوا
یادداشت هال از دو بخش تشکیل شده‌است: بخش اول «پیش نویس اعلامیه سیاست متقابل» با بیان این اصول است:
1. مصونیت از تمامیت ارضی و حاکمیت هر یک از ملت‌ها.
2. عدم مداخله در امور داخلی سایر کشورها.
3. برابری، از جمله برابری فرصت‌های تجاری و معامله.
4. اتکا به همکاری و سازش بین‌المللی برای پیشگیری و حل و فصل صلح آمیز اختلافات
5. عدم تبعیض در روابط تجاری بین‌المللی.
6. همکاری اقتصادی بین‌المللی و لغو ملی‌گرایی شدید که در محدودیت‌های تجاری بیش از حد بیان شده‌است.
7. دسترسی بدون تبعیض همه کشورها به مواد اولیه خام.
8. حمایت کامل از منافع کشورها و جمعیت‌های مصرف‌کننده در رابطه با عملکرد قراردادهای بین‌المللی کالا.
9. ایجاد چنین نهادهایی و ترتیبات مالی بین‌المللی

- بخش دوم شامل ۱۰ نکته است و عنوان آن «اقداماتی است که توسط هر دو دولت آمریکا و ژاپن باید انجام شود»

1. پیمان عدم تعدی چند جانبه در میان امپراتوری بریتانیا، چین، ژاپن، هلند، اتحاد جماهیر شوروی، تایلند و ایالات متحده
2. ژاپن و آمریکا خود را متعهد کنند که به تمامیت ارضی هندوچین فرانسه احترام بگذارد
3. خروج همه نیروهای نظامی، دریایی، هوایی و پلیس از چین و از هند و چین
4. هیچ پشتیبانی (از نظر نظامی، سیاسی، اقتصادی) از هیچ دولت یا رژیمی در چین غیر از دولت ملی جمهوری چین
5. هر دو دولت از کلیه حقوق فرازمینی در چین چشم‌پوشی می‌کنند
6. برای انعقاد قرارداد تجاری بین ایالات متحده و ژاپن بر اساس رفتار متقابل مورد علاقه ملت مورد مذاکره وارد شوید
7. برداشتن محدودیت‌های مسدود کردن وجوه ژاپن در ایالات متحده و صندوق‌های آمریکایی در ژاپن
8. توافق بر سر طرحی برای تثبیت نرخ دلار ین
9. هیچ توافقی با هیچ قدرت ثالثی برای مغایرت با هدف اساسی این توافق‌نامه وجود نداشته باشد
10. سایر دولت‌ها را تحت تأثیر قرار داده شوند تا به اصول سیاسی و اقتصادی اساسی در این توافق‌نامه پایبند باشند

## تحویل و پذیرش یادداشت هال توسط دولت ژاپن
در تاریخ ۲۶ نوامبر ۱۹۴۱، هال، یادداشت هال را به سفیر ژاپن داد، که به عنوان یکی از شرایط آن، خواستار خروج کامل همه نیروهای ژاپنی از هندوچین فرانسه و چین بود. نخست‌وزیر ژاپن توجو هیدکی به کابینه خود گفت که «این یک اولتیماتوم» است.

## تصمیم نهایی برای حمله
در جلسه در حضور امپراتور در تاریخ ۱ دسامبر، امپراتور هیروهیتو حملات علیه ایالات متحده، امپراتوری انگلیس و امپراتوری استعمار هلند را تصویب کرد. در ۴ دسامبر، یادداشت ۲۶ صفحه ای دفتر اطلاعات نیروی دریایی ONI به رئیس‌جمهور روزولت هشدار داده شد که ژاپنی‌ها علاقه خاصی به ساحل غربی (آمریکا)، کانال پاناما و قلمروی هاوایی نشان می‌دهند. در ۷ و ۸ دسامبر ژاپنی‌ها حملات علیه فیلیپین مشترک‌المنافع، گوآم، جزیره ویک، مالایای بریتانیا، سنگاپور، هنگ کنگ و حمله به پرل هاربر را آغاز کردند.

## تعبیرها
در سال ۱۹۴۸، مورخ چارلز بیرد استدلال کرد که این یادداشت یک اولتیماتوم است که معنای یک جنگ غیرضروری را می‌دهد. وی پیشنهاد داد که در زمان تحویل یادداشت، روزولت و مشاورانش به‌طور فعال برای جنگ برنامه‌ریزی می‌کردند و می‌خواستند ژاپنی‌ها را برای حمله تحریک کنند.
برخی از مفسران مدرن ژاپنی می‌گویند که این یادداشت برای جلب ژاپن به جنگ طراحی شده‌است به گونه ای که اجازه دهد ژاپن به عنوان کشور متجاوز معرفی شود. تاموگامی توشیرو، که رئیس ستاد نیروی هوایی ژاپن بود، به دلیل چنین اظهاراتی توسط دولت ژاپن در سال ۲۰۰۸ به زور بازنشسته شد.